# 尖嘴針魚
尖嘴針魚（garfish）是一種中上層、海洋針狀針魚，分佈於大西洋、地中海、加勒比海、黑海和波羅的海的鹹水和海洋水域，以小魚為食，其遷徙模式跟鯖魚相似，在鯖魚產卵前短時間到達。牠們與鯖魚的關係衍生出一些對其的舊有稱呼，例如「鲭魚嚮導」（mackerel guide）和「鲭魚守護者」（mackerel guardian）。

## 伸延閱讀
- Froese, R. & Pauly, D. (eds.) (2007). Belone belone. FishBase. Version 2007-Apr.
- . . 1921.

## 外部連結
- Sealife Collection網站提供的尖嘴針魚的圖片